# Eupithecia rittichi
Eupithecia rittichi är en fjärilsart som beskrevs av Dioszeghy 1930. Eupithecia rittichi ingår i släktet Eupithecia och familjen mätare. Inga underarter finns listade i Catalogue of Life.